# Ghomalaʼ
Le ghomalaʼ (littéralement « langue du pays/village ») est l'une des 11 langues bamilékées parlées au Cameroun.

## Localisation
Le ghomalaʼ est parlé au Cameroun, dans des départements de la région de l'Ouest :
- Mifi, Koung-Khi et Hauts-Plateaux : la plus grande partie des trois départements (sauf extrême sud et sauf poches dans le nord et l'ouest)
- Menoua : est du département
- Bamboutos une poche au sud

Il compte 350 000 locuteurs en 2005 et appartient, comme les autres langues bamilékées, à la famille des langues bantoïdes. Il couvre une aire d'environ 530 000 habitants en 2001, sans compter une importante diaspora.

## Dialectes
- Ghomalaʼ du Centre (Jo (Bandjoun), Weing (Bahouan), Hom (Baham), Yogam (Bayangam) ;
- Ghomalaʼ du Nord (Fusap, Lang) ;
- Ghomalaʼ du Sud (Te, ngam,Pa, Dengkwop) ;
- Ngemba (Bamendjou, Bafunda, Bansoa, Bameka, Bamougoum).

Le ghomalaʼ du Nord a deux sous-dialectes, le ghomalaʼ du centre en a quatre, et le Ngemba en a cinq.

## Écriture
| Majuscules | Majuscules | Majuscules | Majuscules | Majuscules | Majuscules | Majuscules | Majuscules | Majuscules | Majuscules | Majuscules | Majuscules | Majuscules | Majuscules | Majuscules | Majuscules | Majuscules | Majuscules | Majuscules | Majuscules | Majuscules | Majuscules | Majuscules | Majuscules | Majuscules | Majuscules | Majuscules | Majuscules | Majuscules | Majuscules | Majuscules | Majuscules | Majuscules | Majuscules | Majuscules | Majuscules | Majuscules | Majuscules | Majuscules | Majuscules |
| ---------- | ---------- | ---------- | ---------- | ---------- | ---------- | ---------- | ---------- | ---------- | ---------- | ---------- | ---------- | ---------- | ---------- | ---------- | ---------- | ---------- | ---------- | ---------- | ---------- | ---------- | ---------- | ---------- | ---------- | ---------- | ---------- | ---------- | ---------- | ---------- | ---------- | ---------- | ---------- | ---------- | ---------- | ---------- | ---------- | ---------- | ---------- | ---------- | ---------- |
| A          | B          | Bv         | C          | D          | Dz         | E          | Ə          | Aə         | Ɛ          | F          | G          | Gh         | H          | I          | J          | K          | L          | M          | N          | Ny         | Nt         | Ŋ          | Ŋk         | O          | Ɔ          | P          | Pf         | Mpf        | R          | S          | Sh         | T          | Ts         | U          | Ʉ          | V          | Z          | Zh         | ʼ          |
| Minuscules |            |            |            |            |            |            |            |            |            |            |            |            |            |            |            |            |            |            |            |            |            |            |            |            |            |            |            |            |            |            |            |            |            |            |            |            |            |            |            |
| a          | b          | bv         | c          | d          | dz         | e          | ə          | aə         | ɛ          | f          | g          | gh         | h          | i          | j          | k          | l          | m          | n          | ny         | nt         | ŋ          | ŋk         | o          | ɔ          | p          | pf         | mpf        | r          | s          | sh         | t          | ts         | u          | ʉ          | v          | z          | zh         | ʼ          |

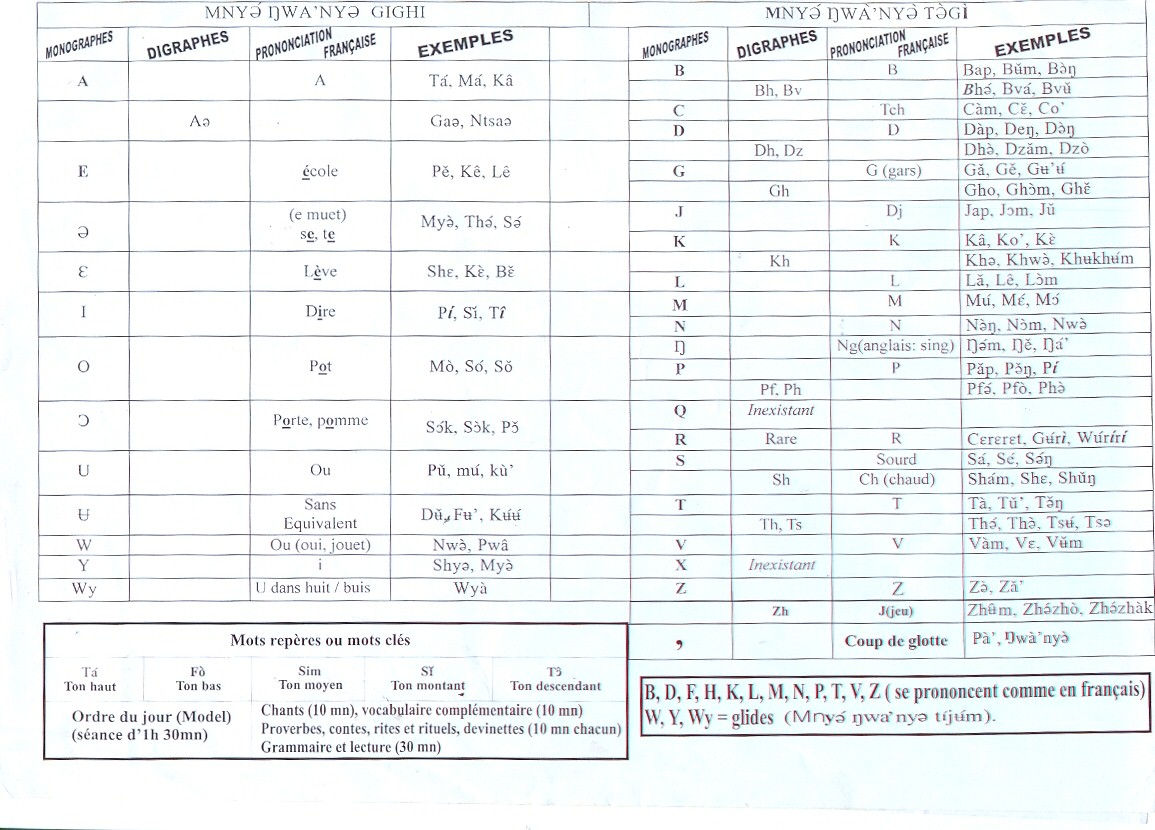
Alphabet en ghomalaʼ.

Les tons sont indiqués à l’aide de diacritiques :
- le ton haut est indiqué avec l’accent aigu : ‹ á é ə́ aə́ ɛ́ í ó ɔ́ ú ʉ́ › ;
- le ton moyen, le plus fréquent, est indiqué par l’absence de diacritique : ‹ a e ə aə ɛ i o ɔ u ʉ › ;
- le ton bas est indiqué avec l’accent grave : ‹ à è ə̀ aə̀ ɛ̀ ì ò ɔ̀ ù ʉ̀ › ;
- le ton montant est indiqué avec l’antiflexe : ‹ ǎ ě ə̌ aə̌ ɛ̌ ǐ ǒ ɔ̌ ǔ ʉ̌ › ;
- le ton tombant est indiqué avec l’accent circonflexe : ‹ â ê ə̂ aə̂ ɛ̂ î ô ɔ̂ û ʉ̂ ›.